# ウラネタ芸能ワイド 週刊えみぃSHOW
『ウラネタ芸能ワイド 週刊えみぃSHOW』（ウラネタげいのうワイド しゅうかんえみぃショー）は、読売テレビ（ytv）で毎週日曜日の11:40〜13:05（スタート当初は〜12:35まで、2002年4月に30分拡大）（JST）まで放映されていた芸能ワイドショー番組であり、上沼恵美子の冠番組でもある。通称は『週刊えみぃSHOW』、もう一つの通称及び略称は『えみぃSHOW』である。
1999年4月放映開始。ハイビジョン制作で、2007年4月1日からは、字幕放送を実施していた。2009年3月22日に終了。

## 概要
番組タイトルは「エミー賞」をもじっている。毎回、この一週間に起こった芸能ニュースの裏話（ウラネタ）を井上公造ら芸能リポーター陣が暴露。東京の番組では聞けないような先取り情報や危険なトークで話題になっている。特に東京でも知られる名物コーナー「イニシャル暴露トーク」では下手をすれば上沼本人が訴えられるという危険をはらむほど生々しいため人気が高かった。
番組は生放送ではないが、芸能ネタの『鮮度』を保つため、放送前日（土曜日）の夕方に収録している事から撮って出しに近い（『なるトモ!』の金曜版と同じ手法）。
他地方のネット局は抗議や多方面の圧力を恐れて、番組内容の過剰な自粛に走る傾向があり、また編成上の都合もあるため、関西ローカル以外の地域では（過去を含めて）放送されていなかった。また、日テレや一部の地方局は、「昭和×平成 SHOWはHey! Say!」などを放送していた。
- それでも2008年1月27日放送分では、番組冒頭で局アナが「前回放送分で不適切な発言・内容を放送してご迷惑をおかけしました」と、お詫びを行った。
- 2008年に放送開始から10年目を迎えたこともあり、リニューアルを行うこととなった。これに伴い、長年にわたり上沼恵美子とともに司会を務めた三田村邦彦が降板。その後任にワイドショー番組の司会は初めてとなる花田勝が抜擢される。同年6月15日放送分より花田が新司会者として登場し、明石家さんま、曙太郎、そして実母である藤田憲子からのVTRによるお祝いコメントに加えて、さっそく花田家騒動がネタにされるなど、手荒い歓迎となる。上沼やリポーターから毎度毎度振られてくる花田家ネタをうまく切り返す花田勝のトーク術で再度視聴率も上昇傾向を描きだす。
- しかし、「わくわく宝島の中止」・「鳥人間コンテストの延期」とともに当番組の終了が発表され、2009年3月22日で放送終了となった。花田勝が司会を務めたのは約9ヶ月だった。
  - 後継番組は、引き続き上沼の司会によるバラエティ番組『愛の修羅バラ!』（読売テレビ・中京テレビ共同制作）が放送開始された。こちらは関西ローカルではなく地方ネットでの放送も行われている。
  - さらにそのあとの番組である『気になる情報のウラのウラ 上沼・高田のクギズケ!』は当番組と似通った番組構成となっている。
- 番組終了1年後の2010年3月6日に「えみぃSHOWリターンズ芸能ウラネタ大放出SP」という特番を放送した。その際、司会の上沼恵美子と花田勝が揃って「この番組の特番ができて本当にうれしい。（芸能のことを好きに話せるこの番組がなくて）うずうずしていた。それに去年この番組がなくなってからのりピーの事件が起きた。考えてみれば大変な時期に終わらせてしまった。（あらゆる意味で）惜しいことをした。」というコメントを番組内で出した。

## 出演者

### MC
- 上沼恵美子

### 男性MC
- 高知東生（初代MC・1999年4月〜1999年7月）

番組開始から上沼とともにMCを務めていたが、わずか3ヶ月で降板した。
- 三田村邦彦（二代目MC・1999年7月〜2008年6月1日）

高知の降板後、上沼とともに約9年間MCを務めていた。
- 花田勝（三代目MC・2008年6月15日〜2009年3月22日　※6月8日は放送休止）

番組末期に登場するも、上沼とともにMCを務めたのは9ヶ月だけであった。

### レギュラー
- 円広志

毎週出演。一時期入院していた時期があった。
- 三浦隆志（読売テレビアナウンサー）

『今週の芸能見出し丸出しカウントダウン』のみ出演。

### セミレギュラー
かつては久本朋子不在時の出演だった。
- 光浦靖子
- 有坂来瞳
- 吉野紗香
- 根本はるみ など

### ゲスト
久本朋子が出演しなかった時（隔週ペース）に招かれていたが、桂小枝が降板した後は毎週招かれるようになった。上記のセミレギュラーもゲスト扱いになってはいるものの、以下に示す面々の方が、同じゲスト扱いでも格が上になっている。

#### 出演機会の多かった人
- 中条きよし
- ルー大柴
- 黒沢年雄
- 斎藤洋介
- 志垣太郎
- 坂田利夫
- ピーター
- 間寛平
- 渡辺徹
- 石原良純
- 舞の海
- 長州小力
- 城咲仁 など

#### 過去に出演した人
CD発売や、当時よみうりテレビの月曜10時で放送していたドラマのPR出演なども含む。
- 宍戸錠
- 前川清
- 仲間由紀恵
- 松下由樹
- 山本陽子
- 冨家規政
- 西城秀樹
- 叶姉妹など

### コメンテーター陣
スペシャルなどの場合を除き、井上公造と以下の3人が出演している。

#### レギュラーコメンテーター
- 井上公造

（芸能ジャーナリスト、番組レギュラーとして毎週出演。お盆の時期と正月に、芸能人がハワイへ行く際には、取材と休暇を兼ねて出演しない事もある。）

#### セミレギュラーコメンテーター陣
- 城下尊之（芸能リポーター。『スッキリ!!』リポーターであるものの、これは表示されなくなった）
- 駒井千佳子（芸能リポーター。元『THEワイド』芸能リポーター）
- 佐々木博之（芸能ジャーナリスト）
- 山田美保子（芸能コラムニスト。2006年9月10日放送分から1年9ヶ月振りに復帰する。復帰組の一人。）
- 二田一比古（芸能ハンター）
- 山根弘行（芸能リポーター）
- 原田智恵（デイリースポーツ報道部記者）
- 土谷美樹（日刊スポーツ記者。番組初期に出演していたが、運動部に異動の後、2006年1月29日に復帰する。復帰組の一人。）
- 石山裕（芸能コメンテーター） など

### かつてのレギュラー
- 桂小枝

『トミーズ・小枝の素敵なダーリン』の放送時間が17:00から13:30（JST）に移動した頃に降板。
- なるみ
- 松木安太郎

番組開始当初に出演していた。
- 久本朋子

ほぼ隔週ペースでの出演。2008年3月30日放送分で降板。

### かつてのセミレギュラーコメンテーター陣
- 梨元勝（芸能リポーター）
- 川内朋子（現・川内天子）（芸能リポーター）
- 松本梨花（芸能リポーター）
- 室雄二（スポーツ報知文化社会部長）

運動部長に異動のため、2002年3月卒業。
- 後藤洋平（スポーツ報知文化社会部・芸能担当）

東京本社に異動のため、2005年10月2日をもって卒業（のちに朝日新聞社入社）。
- ペリー荻野（時代劇コラムニスト）
- 中山治美（映画ライター）

### ナレーター
- 井上宏之（とっても知りたいヒストリー担当だったが、2008年4月以降は島の後任として全範囲を担当）
- 松岡由貴（オープニングの『今週の芸能チェック』担当・オープニングコール）
- 小椋みき（松岡不在の際の代行）
- かわたそのこ（芸能スターダスト、輝け!なに1グランプリ!担当）
- 萩原章嘉（わくわくテレビ欄Do!担当、読売テレビアナウンサー）
- ターキー（あのネタは今!!担当）

### かつてのナレーター
- 島よしのり（一部コーナーを除く全範囲を担当）

## コーナー

### 噂の特捜スクープ!
以前は、1つのネタに対して、ウラネタを話せるリポーターだけが話すというスタイルであったが、2005年1月頃からは、「大疑問」、「A（またはB）級事件簿」などの大きなくくりで、それぞれの持ちネタについてリポーター全員がウラネタを話すスタイルとなっている。毎回3つのテーマでウラネタ披露が行われ、最終テーマは「実名大暴露シリーズ」で締める流れとなっている。

### 直撃!芸能ターゲット
上記のくくりで以下の企画を週替わりで1つずつ実施しているが、「芸能スターダスト」などで実施されない回もある。しかし「噂の特捜スクープ!」の中でも「実名大暴露シリーズ」にかける時間が増大したため、2007年6月3日放送分より「直撃!芸能ターゲット」のコーナータイトルは一時的になくなったが、再度復活している。
- モノマネミリオネア

タイトルや内容は『クイズ$ミリオネア』を基にしている。物まね芸人が100万円を目指して指定された物まねをする。観客席にいる50人中40人以上が「似ている」と判断したらクリア。30人の物まねに成功すると100万円獲得。ライフラインとして、別室にいる他の物まね芸人に一定秒間物まねをさせることができる。後に芸能プロダクション同士の対決に変わった。
- 芸能人お宝対決

毎回4組の芸人や芸能人が登場。自分にまつわるデビュー当時の品や思い出の品などをスタジオに持参し、我こそは…とNo.1を競う。それらを鑑定士が値踏みした上で、最後に金額とその金額の裏付けを順に述べてゆき、1位が決まる。
- がっぽり買いまshow <「芸能人お宝対決」の姉妹企画>

タイトルや内容は『がっちり買いまショウ』を基にしている。毎回ゲストを1人または1組を招き、持参したお宝3つの中から1つをチョイス。そのお宝の鑑定金額を予想し、設定した金額を目標にカルフール（現：イオン）で30分間買い物をし、その合計金額と実際の鑑定金額の誤差が上下1万円以内だった場合は、買い物した全商品を獲得できるが、それ以上だと没収される。
上記に挙げた3つの企画では、進行役の円広志が辛口のツッコミでゲストをいたぶりまくるが、円の軽妙さが他の出演番組よりも大いに発揮されている。また「芸能人お宝対決」「がっぽり買いまshow」では、「開運!なんでも鑑定団」「うたばん」などでおなじみの鑑定士・前野重雄もゲストを斬りまくり、最後に発表する予想外な鑑定金額に一同がひっくり返ることも。京唄子が出演した時に明かした、亡き元夫・鳳啓助との話に前野が思わず号泣し、京と抱き合って泣いたシーンが有名になった。
- 芸能人B級グルメ王決定戦

芸能人3人が自らの手で作ったB級グルメを見た目や味などで審査する。審査は林繁和。過去の優勝者は、アジャ・コング、KABA.ちゃん、ピーター。
- 芸能玄人名言会

様々な番組での芸能人の名言を紹介し、芸能リポーターがコメントする。ちなみに語りは浜村淳（決まり文句は「…いざご意見頂戴」）。その中で一番の名言に最優秀名言賞が送られる。第一回の最優秀名言賞は哀川翔。
- 追跡!芸能ニュース〜あのネタは今!!、徹底検証〜

過去に発表し、反響の大きかったウラネタを検証するというもの。
- 芸能スターダスト

タイトルや内容は『SmaSTATION!!』を基にしている。「噂の特捜スクープ!」では取り上げられなかった小さめの芸能ネタを紹介し、各ネタの最後にはナレーターが英語で短い感想やツッコミを入れる。また芸能レポーターが10秒以内でウラネタを披露することもある。コーナー開始当初は月に1回のペースで、タイトルに「月刊（ナレーションでは「マンスリー」と言っていた）」が付いていた。現在は2、3週に1回のペースで放送されている。

### その他のコーナー
- 今週の芸能見出し丸出しカウントダウン

現在は2、3週に1回のペースで放送。担当キャスターは、三浦隆志アナウンサー。コーナー開始当初はベストテン方式であったが、現在はベスト7方式である（変更時期は不明）。年末の『紅白ネタ合戦』では、三浦アナは白組に回り、紅組の担当には脇浜紀子アナが加わる。
- クイズ!芸能人の質問

タイトルは、『クイズ日本人の質問』をもじったもの。当初は桂小枝が進行し、司会の上沼・三田村は解答者に回っていたが、後に番組司会の上沼・三田村が進行している。ある1つのテーマを設定し、4つのウラネタエピソードを発表する。その4つの中でどれが本当かをレギュラーの円とセミレギュラー出演者・ゲスト出演者が当てるクイズコーナーで、正解すると「エンジェルちゃん（上沼曰く）」の人形が得られる。問題は毎回2問出題され、最終的に獲得数が多い人がトップ賞の商品を獲得。ゲストとレギュラーが同点の時は、ゲストの方が優先される。
- マジか?ガセか?噂の真相大究明

芸能リポーターが1人ずつ、噂になっているエピソードを発表していき、その内容がマジ（本当）かガセ（嘘）かをレギュラーの円とセミレギュラー出演者・ゲスト出演者が当てるクイズコーナー。正解は、残り3人の芸能リポーターの多数決で決定され、正解すると「中村さん人形（上沼曰く）」の人形が得られる。最終的に獲得数が多い人がトップ賞を獲得。ゲストとレギュラーが同点の時は、ゲストの方が優先される。最後は必ずと言ってもいいほど、田村正和の話題が出てきていたが、末期は出ないこともあった。
- わくわくテレビ欄Do!（わくわくてれびらんど）

タイトルは、『わくわく動物ランド』をもじったもの。過去のテレビ欄を発掘し、その当時の芸能・流行ったテレビ番組を振り返ろうというもの。その当時のウラネタも発表される。
- 憧れの明星（アイドルスター）とっても知りたいヒストリー

今も発行されている雑誌「明星（現:MYOJO）」から、特に80年代のアイドルにスポットを当てて振り返るというもの。地雷ルーレットのようにイニシャルでウラネタも発表されるが、ほとんど実名に近い状態で発表されている。
- 輝け!なに1（なにワン）グランプリ!（2008年6月1日〜）

あるテーマで街頭アンケートし、その結果が集計されたトップ10のうち、まず10位〜6位をVTRで発表。その後、スタジオで1位にランクインした芸能人を芸能リポーターが予想していき、それを基にレギュラーの円とセミレギュラー出演者・ゲスト出演者が1位の芸能人を予想する。そして5位〜2位はスタジオに用意されたランキングボードで発表し、1位（と5位〜2位のうち未発表の一つ）の発表は再びVTRで行われる。正解者には賞品が贈られる。ゲストとレギュラーが正解だった時は、ゲストの方が優先される。
- 大発見!芸能ウラネタ研究所（2008年6月15日〜）

毎回一つの研究テーマについて、あらゆる角度から追究し、番組独自の研究結果を発表するコーナー。芸能リポーターがテーマに関するウラネタを披露することもある。

### 突然!ウラネタルーレット
番組エンディングコーナーで、2006年10月8日までは『突然!地雷ルーレット』というコーナータイトルであった。男性MCの三田村邦彦と花田勝は、番組出演開始当初に1度だけ当たりネタを披露していたが、それ以降は一度も当たっていない。また上沼恵美子はレギュラー枠では過去に一度も当たったことがない。現在、ルーレットは寝かされた状態であるが、初期からずっと縦型の形状の際は以下の掛け声を叫んでいた。しかし、ルーレットが寝かされてからは省略されている。
上沼「当たってドッキリ、言われてヒヤリ」
三田村（以前は高知）「恐怖の暴露爆弾」
三田村は、「キョーフ」（太字の部分）で声を変えていた。
上沼・三田村「突然!地雷ルーレット」

### 過去のコーナー
- 芸能リポーターの生い立ち

（直撃!芸能ターゲットの中の1つとして位置付けられていたが、井上・山根の二回で終わってしまった。）

## 備考
- 三田村罰金箱

司会が、高知から三田村に交代して以降、三田村があまりにも下らないダジャレや掛けことばを連発したため、2003年から、司会者席のテーブルに置かれた“罰金箱”である。スベった際や“間”を誤った際、1回につき500円を徴収される。スベったとわかるポイントは三田村の表情と、上沼が罰金箱を持ち上げた時である。毎回三田村は、スーツのポケットに500円を用意しているという。徴収された全額の使用用途は、定かではない。上沼本人は本気かどうか判らないが「まとまった額になったら番組出演者みんなで旅行に行きましょう」と言っている。三田村の降板により、この罰金箱も廃止された。
- 物言い軍配

司会が三田村から花田へ交代した2008年6月15日から登場。同日、司会デビューをした花田のネタを扱ったため、「何か言いたいことや言いにくいことがあったときに出してください」と置かれたものである。これ以降この軍配は、番組終了まで毎週置かれていた。
- 2005年8月7日のオープニングで、司会である上沼が、追徴課税についての弁明・釈明を5分程度行った。これを行った理由としては、「最初は、自分の番組で釈明めいたことはしたくなかったが、芸能ワイドショーを扱うというコンセプトでやっている。自分も芸能人の端くれとして言わせてもらいたい」とのことからである。
- 2007年3月25日の放送は、この日の午前9時42分頃に発生した能登半島地震によるNNN報道特別番組が放送されたため、放送途中の12時35分で打ち切られた。なお、この日は2007年版の華麗なる一族にちなんで、「華麗なる一族」の特集が放送される予定であった。この企画は、同年4月15日の回で放送されている。
- どっちの料理ショーネタばらし事件

同じ読売テレビ製作の『どっちの料理ショー』の準レギュラーだった萩原流行がゲスト出演した際、「実際は負けたチームも食べることができます」と発言。司会の上沼が「そんなこと言っていいんですか？」と同局の人気番組を懸念するかのように問いただしていた。（萩原はその後降板させられた。）。

## 番組エンディング曲
- 今夜だけのステージ 唄:さっぱりネットワーク 作詞:今井千尋(fromSomething ELse)&さっぱりネットワーク 作曲:今井千尋
- 笑顔を咲かせましょう 唄:上沼恵美子、作詞・作曲:つんく
- コスモス揺れて 唄:上沼恵美子、作詞:かず翼、作曲:円広志
- 大阪ラプソディー 唄:上沼恵美子

## スタッフ
- 構成 : 上田信彦
- ブレーン : 吉村智樹、村井聡之
- 技術 : 北條吉彦（ytv）
- テクニカルディレクター : 徳久多久美・澤野茂（ytv）
- スイッチャー : 中西哲夫〔週替り〕
- カメラマン : 西澤敏夫、世古章次、堀江則安〔週替り〕
- ビデオエンジニア : 戸田一朗、酒井真紀、竹川寿〔週替り〕
- 音声 : 網島一敏、井上典子〔週替り〕
- 照明 : 廣江貞雄（ytv）
- ロケカメラ : 岩倉康宏、小菅由晶
- ロケビデオエンジニア : 荻野谷直樹
- ロケ音声 : 木村宏志
- ロケ照明 : 西村信次
- ビデオ編集 : 岳崎勉（ytv） / 寺田智也〔週替り〕
- 音効 : 中谷奈穂子
- MA : 山本晋
- 美術 : 松井珠美（ytv）
- 美術進行 : 矢野耕司
- スタイリスト : EYES、masse、fill.s
- メイク：広田聖子
- タイムキーパー : 中川浩江
- AD : 汐口武史（ytv）、吉井大二郎（Walk On）
- ディレクター : 岡正明（メガバックス）、辻本賀一（ブリッジ）〔モノマネミリオネア担当〕、松本剛樹（オフィスりぷる）、栗原佐知（メガバックス）、関典明（ytv）、北野裕隆、上野正樹、對馬久織
- プロデューサー : 柿本幸一（ytv） / 藤澤國彦（オンタイム。）
- チーフプロデューサー : 妹尾和己（ytv）
- 観客動員 : 放送事業社
- 技術協力 : 大阪東通→東通、ハートス、マウス、サウンドエフェクト、教映社、NiTRo（旧日本テレビビデオ）、aex、ADEC、ジェイ・クルー、mabu、テレプロ・カム、SpEED
- 美術協力 : つむら工芸、高津商会、デンコー、A.I.C
- スタッフ協力 : オフィスりぷる、メガバックス、オンタイム。、パワーステーション、ブリッジ、ウォークオン、日テレアックスオン、インパクト
- 制作著作 : 読売テレビ

### 過去のスタッフ
- チーフプロデューサー : 山西敏之（ytv）
- プロデューサー : 尼子大介（ytv）
- 構成 : 上室尚子
- ブレーン : 七條奈央
- ディレクター : 前西和成、野瀬慎一、古島裕己、山本陽（ytv）
- AD : 山中基靖、武本和子、齋籐杏子
- デスク : 奥田由美（メガバックス）、岩見ゆう子（クリエイティブ30〔以前はザ・ワークス所属していた〕）
- ビデオ編集 : 浅地裕夫・岳崎勉（ytv）
- スタイリスト : 小田切千鶴子
- スタッフ協力 : クリエイターズユニオン、Jワークス、アイ・ティ・エス、ザ・ワークス、クリエイティブ30